# Don’t Breathe
Don’t Breathe ist ein US-amerikanischer Horrorfilm von Fede Álvarez aus dem Jahr 2016. Die Hauptrollen spielen Jane Levy, Dylan Minnette, Daniel Zovatto und Stephen Lang. Der Film feierte seine Premiere am 12. März 2016 beim South by Southwest Filmfestival und kam am 26. August 2016 in die Kinos. Der deutsche Kinostart war am 8. September 2016.

## Handlung
Rocky, Alex und Money sind drei Kleinkriminelle, die in Detroit leben und ihr Geld verdienen, indem sie zusammen in Häuser einbrechen und das Diebesgut anschließend verkaufen. Da Alex’ Vater eine Sicherheitsfirma betreibt, sind die Gefahrenmeldeanlagen der Häuser für sie kein Problem. Rocky träumt davon, zusammen mit ihrer kleinen Schwester Diddy nach Kalifornien zu ziehen, um ihrer misshandelnden Mutter und deren alkoholsüchtigem Freund zu entkommen. Sie erhalten einen Tipp, wonach sich im Haus eines erblindeten Veteranen eine Geldsumme von 300.000 US-Dollar befinden soll. Er soll das Geld als Entschädigung bekommen haben, nachdem eine Frau namens Cindy Roberts vor mehreren Jahren versehentlich seine Tochter überfahren hatte. Rocky, Alex und Money planen, nachts in das Haus einzubrechen, um sich das Geld zu schnappen.
Am Abend des Einbruchs verabreichen sie dem Hund des alten Mannes ein Betäubungsmittel, um dann ungestört ein Fenster zu zertrümmern und in das Haus zu gelangen. Dort suchen sie vergeblich nach dem Bargeld, bis sie an eine verschlossene Tür geraten, hinter der sie das Geld vermuten. Money schießt auf das Schloss der Tür, was den Hausbesitzer aufweckt. Der ehemalige Soldat erfasst auch ohne Augenlicht die Lage, entwendet Money gekonnt dessen Pistole und erschießt ihn damit. Rocky versteckt sich in einem Kleiderschrank, aus dem sie den Mann dabei beobachtet, wie dieser einen versteckten Tresor per Zahlencode öffnet und sich vergewissert, dass sein Geld noch da ist. Nachdem er das Zimmer verlässt, öffnet Rocky den Tresor und will mit Alex und dem Geld flüchten.
Dabei geraten sie über eine Tür in den Keller des Hauses, wo sie in einer Art selbstgebauten Weichzelle eine gefesselte und geknebelte Frau vorfinden. Sie befreien sie und erfahren, dass es die Unfallfahrerin Cindy Roberts ist, die vor Jahren die Tochter des Mannes überfahren hatte und von ihm gefangen gehalten wird. Aus einem zweiten Tresor nehmen sie ein Schlüsselbund und wollen zu dritt aus dem Haus fliehen, aber ihr Verfolger hat den Keller bereits betreten. Sie bemühen sich leise zu sein, doch er erkennt an ihrem Atem, wo sie sich befinden und schießt auf Alex und Rocky, trifft dabei jedoch versehentlich seine Gefangene, die sofort tot ist. Rocky und Alex flüchten daraufhin in den Keller. Der Entführer ist wütend und verzweifelt, als er bemerkt, dass er Cindy erschossen hat. Um den Einbrechern die Orientierung zu erschweren, stellt er im Keller den Strom ab. Während der Mann versucht, Cindys Leiche wegzuschaffen, gelingt es Alex, ihn niederzuschlagen und mit Rocky den Keller zu verlassen.
Oben ist in der Zwischenzeit der Hund wieder zu sich gekommen und greift Alex an, während Rocky versucht über das Belüftungssystem zu fliehen. Der Blinde nutzt diese Gelegenheit, um Alex zu überwältigen und bewusstlos in einen Abstellraum zu schleppen. Danach gelingt es ihm auch Rocky gefangen zu nehmen. Sie erwacht geknebelt und an eine Hängevorrichtung gefesselt im Keller des Hauses, wo der Alte ihr erklärt, dass Cindy schwanger mit seinem Kind war. Er machte Cindy für den Tod seiner einzigen Tochter verantwortlich, die sie ihm nun ersetzen sollte. Da Cindy ohne den Einbruch noch am Leben wäre, forderte er nun, dass Rocky sein Kind austragen solle. Er schneidet ihre Kleidung auf und versucht, Rocky mit einer Spermaspritze künstlich zu befruchten, als er im letzten Moment von Alex überwältigt und in Handschellen gelegt wird.
Da sich im ganzen Haus ihr Blut befindet, wollen Rocky und Alex nicht die Polizei alarmieren und versuchen mit den gestohlenen Schlüsseln, durch die Eingangstür des Hauses zu fliehen. Ihr Verfolger befreit sich in der Zwischenzeit jedoch von den Handschellen und erschießt Alex, während Rocky zu ihrem Auto rennt. Der Hund verfolgt sie und versucht in das Auto einzudringen, wobei er Schaum vor dem Maul hat und stark an Cujo erinnert. Es gelingt Rocky, den Hund im Kofferraum des Autos einzusperren. In diesem Moment wird sie von ihrem Verfolger überrascht, der sie überwältigt und erneut in das Haus zurück schleppt. Dort angekommen gelingt es ihr, ihn durch das Auslösen der Alarmanlage abzulenken, die ihre Bewegungen durch schrilles Pfeifen tarnt. Sie nutzt ihre Chance, greift sich ein Brecheisen und prügelt so lange auf ihren Verfolger ein, bis dieser blutend zusammenbricht. Rocky gelingt mit der Beute in ihrem Auto die Flucht, während ihr die Polizei bereits entgegen fährt.
Mit dem erbeuteten Geld will Rocky Detroit verlassen und mit ihrer kleinen Schwester Diddy nach Kalifornien ziehen. Kurz bevor sie einen Zug Richtung Los Angeles nehmen, sieht sie in einer Bar das ihr bekannte Haus in den Nachrichten. Mehrere Einbrecher hätten einen blinden Kriegsveteranen überfallen und schwer verletzt, sagt die Nachrichtensprecherin und fügt hinzu, dass nach den Angaben des Hausbesitzers, der inzwischen außer Lebensgefahr sei, nichts fehlen würde.

## Hintergrund
Regisseur Fede Álvarez gab an, dass er sich bei der Verwirklichung von Don’t Breathe stark auf die ausgeübte Kritik zu seinem vorherigen Horrorfilm Evil Dead (2013) gestützt habe. Demnach kritisierten Zuschauer bei Evil Dead den exzessiven Einsatz von Filmblut sowie den Fakt, dass der Film das Publikum lediglich „schockieren“ sollte. Alvarez unternahm den Versuch, diese konstruktive Kritik anzunehmen und den Film Don’t Breathe eher spannend als schockierend zu gestalten.
Die Dreharbeiten begannen am 29. Juni 2015. Obwohl der Film in der US-amerikanischen Stadt Detroit spielt, wurde hauptsächlich in Ungarn gedreht. Einzig Großaufnahmen der Stadt wurden vor Ort in Detroit aufgenommen.
Seine Premiere feierte der Film mit einem Budget von knapp zehn Millionen US-Dollar am 12. März 2016 beim South by Southwest. Die Einnahmen in den USA beliefen sich auf rund 89,2 Millionen, weltweit konnten über 157 Millionen US-Dollar eingespielt werden. Don’t Breathe kam in Nordamerika am 26. August 2016 in die Kinos, der deutsche Kinostart war am 8. September 2016.

## Kritik
Der Film erhielt von Kritikern überwiegend positive Bewertungen. Auf Rotten Tomatoes hält er derzeit (Stand: Januar 2024) eine Bewertung von 88 Prozent, basierend auf 245 Kritiken während 79 Prozent der über 25.000 Publikumsstimmen ebenfalls positiv waren. Metacritic bewertet den Film mit 71/100 Punkten, basierend auf 39 Kritiken.
Christoph Petersen von Filmstarts bewertete Don’t Breathe mit 4/5 Sternen und urteilte, der Film sei ein „hervorragend inszenierter No-Nonsense-Home-Invasion-Thriller, der seine ungeheure Effektivität vor allem seinem konsequenten Minimalismus verdankt.“
Der Lexikon des internationalen Films erklärte den Film zu einem „packende[n], nervenzerrende[n] ‚Home Invasion‘-Thriller, der sich simplen Schockeffekten verweigert und mit einigen überraschenden Wendungen punktet. Die Inszenierung nutzt dabei geschickt die Beschränkungen durch Raum und Zeit und setzt auf glaubwürdige Charaktere.“
Cinema.de kommt zu dem Fazit: „Fede Álvarez hat einen Suspense-Thriller inszeniert, der im Detail nicht immer glaubwürdig ist, dessen Spannungskurve aber stetig ansteigt.“

## Fortsetzung
Die Fortsetzung Don’t Breathe 2 kam am 13. August 2021 in die US-amerikanischen Kinos. Der Drehbuchautor Rodo Sayagues gab dabei sein Regiedebüt, während Fede Álvarez gemeinsam mit Sayagues das Drehbuch schrieb.